# Góry w Szwajcarii
     Jura
     Wyżyna Szwajcarska
     Alpy

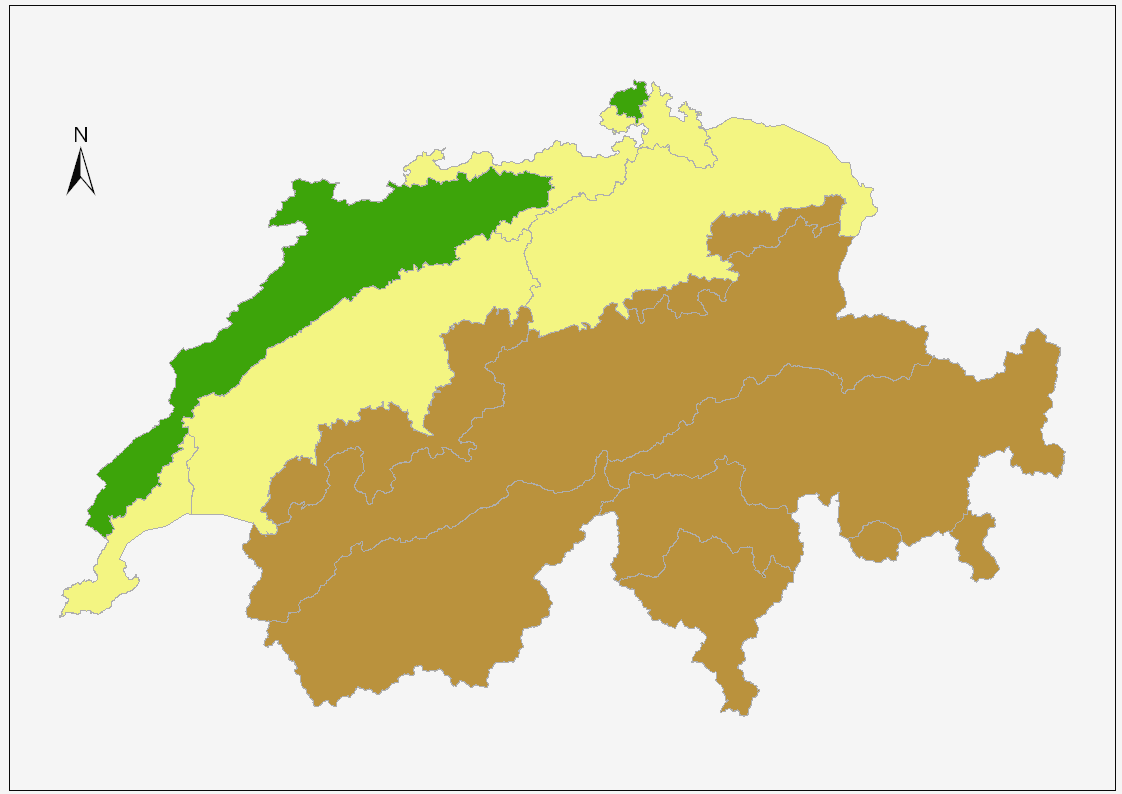
Trzy główne strefy:
Jura
Wyżyna Szwajcarska
Alpy

Góry w Szwajcarii – lista najwyższych szczytów Szwajcarii.
Szwajcaria jest krajem górskim, przeszło 60% jego powierzchni położonych jest w Alpach, a 10% w górach Jura.
Przeszło 20% całej powierzchni Alp znajduje się na terenie Szwajcarii, w tym 48 z 82 szczytów powyżej 4000 metrów. Średnia wysokość szwajcarskich Alp wynosi 1700 m n.p.m.
W granicach Szwajcarii znajdują się w całości lub częściowo następujące alpejskie pasma: Alpy Berneńskie, Alpy Glarneńskie, Alpy Lepontyńskie, Alpy Livigno, Alpy Retyckie, Alpy Pennińskie i Masyw Mont Blanc.
Najwyższym szczytem Szwajcarii jest Dufourspitze (4634 m n.p.m.), leżący w masywie Monte Rosa, na zachód od granicy z Włochami.
Najwyższym szwajcarskim szczytem w Jurze jest Mont Tendre (1679 m).

## Lista szczytów Szwajcarii powyżej 4000 metrów
Lista wszystkich szwajcarskich szczytów alpejskich, przekraczających wysokość 4000. Szczyty o wybitności powyżej 100 metrów zostały pogrubione
| Lp. | Szczyt                        | Państwo            | Pasmo           | Wysokość [m n.p.m.] | Wybitność [m] |
| --- | ----------------------------- | ------------------ | --------------- | ------------------- | ------------- |
| 1.  | Dufourspitze                  | Szwajcaria         | Alpy Pennińskie | 4634                | 2165          |
| 2.  | Nordend                       | Szwajcaria- Włochy | Alpy Pennińskie | 4609                | 94            |
| 3.  | Zumsteinspitze                | Szwajcaria- Włochy | Alpy Pennińskie | 4563                | 110           |
| 4.  | Signalkuppe                   | Szwajcaria- Włochy | Alpy Pennińskie | 4554                | 102           |
| 5.  | Dom                           | Szwajcaria         | Alpy Pennińskie | 4545                | 1046          |
| 6.  | Lyskamm Ostgipfel             | Szwajcaria         | Alpy Pennińskie | 4527                | 376           |
| 7.  | Weisshorn                     | Szwajcaria         | Alpy Pennińskie | 4506                | 1235          |
| 8.  | Täschhorn                     | Szwajcaria         | Alpy Pennińskie | 4491                | 210           |
| 9.  | Lyskamm Westgipfel            | Szwajcaria         | Alpy Pennińskie | 4479                | 62            |
| 10. | Matterhorn                    | Szwajcaria- Włochy | Alpy Pennińskie | 4478                | 1031          |
| 11. | Parrotspitze                  | Szwajcaria- Włochy | Alpy Pennińskie | 4432                | 136           |
| 12. | Dent Blanche                  | Szwajcaria         | Alpy Pennińskie | 4357                | 906           |
| 13. | Ludwigshöhe                   | Szwajcaria- Włochy | Alpy Pennińskie | 4341                | 58            |
| 14. | Nadelhorn                     | Szwajcaria         | Alpy Pennińskie | 4327                | 206           |
| 15. | Grand Combin de Grafeneire    | Szwajcaria         | Alpy Pennińskie | 4314                | 1517          |
| 16. | Lenzspitze                    | Szwajcaria         | Alpy Pennińskie | 4294                | 86            |
| 17. | Finsteraarhorn                | Szwajcaria         | Alpy Berneńskie | 4274                | 2279          |
| 18. | Stecknadelhorn                | Szwajcaria         | Alpy Pennińskie | 4241                | 30            |
| 19. | Castor                        | Szwajcaria- Włochy | Alpy Pennińskie | 4228                | 165           |
| 20. | Zinalrothorn                  | Szwajcaria         | Alpy Pennińskie | 4221                | 490           |
| 21. | Hohberghorn                   | Szwajcaria         | Alpy Pennińskie | 4219                | 75            |
| 22. | Alphubel                      | Szwajcaria         | Alpy Pennińskie | 4206                | 355           |
| 23. | Rimpfischhorn                 | Szwajcaria         | Alpy Pennińskie | 4199                | 635           |
| 24. | Aletschhorn                   | Szwajcaria         | Alpy Berneńskie | 4195                | 1017          |
| 25. | Strahlhorn                    | Szwajcaria         | Alpy Pennińskie | 4190                | 401           |
| 26. | Grand Combin de Valsorey      | Szwajcaria         | Alpy Pennińskie | 4184                | 57            |
| 27. | Dent d’Hérens                 | Szwajcaria- Włochy | Alpy Pennińskie | 4171                | 692           |
| 28. | Breithorn', zachodni szczyt'  | Szwajcaria- Włochy | Alpy Pennińskie | 4164                | 433           |
| 29. | Breithorn, centralny szczyt   | Szwajcaria- Włochy | Alpy Pennińskie | 4159                | 82            |
| 30. | Jungfrau                      | Szwajcaria         | Alpy Berneńskie | 4158                | 683           |
| 31. | Bishorn                       | Szwajcaria         | Alpy Pennińskie | 4153                | 95            |
| 32. | Breithornzwilling', zachodni' | Szwajcaria- Włochy | Alpy Pennińskie | 4164                | 117           |
| 33. | Grand Combin de la Tsessette  | Szwajcaria         | Alpy Pennińskie | 4135                | 52            |
| 34. | Mönch                         | Szwajcaria         | Alpy Berneńskie | 4107                | 570           |
| 35. | Breithornzwilling, wschodni   | Szwajcaria- Włochy | Alpy Pennińskie | 4106                | 36            |
| 36. | Pollux                        | Szwajcaria- Włochy | Alpy Pennińskie | 4092                | 247           |
| 37. | Schreckhorn                   | Szwajcaria         | Alpy Berneńskie | 4078                | 785           |
| 38. | Breithorn, Roccia Nera        | Szwajcaria- Włochy | Alpy Pennińskie | 4075                | 30            |
| 39. | Ober Gabelhorn                | Szwajcaria         | Alpy Pennińskie | 4063                | 536           |
| 40. | Piz Bernina                   | Szwajcaria         | masyw Bernina   | 4049                | 2234          |
| 41. | Grosses Fiescherhorn          | Szwajcaria         | Alpy Berneńskie | 4049                | 395           |
| 42. | Grünhorn                      | Szwajcaria         | Alpy Berneńskie | 4044                | 305           |
| 43. | Lauteraarhorn                 | Szwajcaria         | Alpy Berneńskie | 4042                | 128           |
| 44. | Dürrenhorn                    | Szwajcaria         | Alpy Pennińskie | 4035                | 119           |
| 45. | Allalinhorn                   | Szwajcaria         | Alpy Pennińskie | 4027                | 245           |
| 46. | Hinter Fiescherhorn           | Szwajcaria         | Alpy Berneńskie | 4025                | 102           |
| 47. | Weissmies                     | Szwajcaria         | Alpy Pennińskie | 4023                | 1191          |
| 48. | Lagginhorn                    | Szwajcaria         | Alpy Pennińskie | 4010                | 511           |